# Espostoa frutescens
Espostoa frutescens là một loài thực vật có hoa trong họ Cactaceae. Loài này được Madsen mô tả khoa học đầu tiên năm 1989.